# 農業部苗栗區農業改良場
農業部苗栗區農業改良場（簡稱苗栗場、苗栗農改場、苗改場），為中華民國農業部下的四級機關，負責苗栗縣農業試驗應用、推廣業務與蠶蜂品種改良、種原繁殖及栽培管理技術之改良研究。其生物防治研究中心的原大湖蠶業改良場建築群在2017年被登錄為苗栗縣歷史建築。
24°26′07″N 120°38′49″E / 24.4352°N 120.6470°E

## 沿革
- 1910年，臺灣總督府在大加蚋堡頂內埔（今臺北市公館）成立桑苗養成所[3]。
- 1913年，桑苗養成所奉命改組為養蠶所，改隸殖產局。
- 1935年，養蠶所改隸總督府。
- 1946年，改稱蠶業改良場，隸屬於臺灣行政長官公署農林處；翌年改稱臺灣省政府農林處蠶業改良場。
- 1949年，臺灣省政府農林處改制臺灣省政府農林廳，場名改稱臺灣省政府農林廳蠶業改良場。
- 1977年，遷移至苗栗縣，原址改建為國立臺灣師範大學分部（簡稱師大分部、今公館校區）。
- 1989年，增辦蜜蜂試驗研究，改稱蠶蜂業改良場，隸屬臺灣省政府農林廳。
- 1998年，改制為臺灣省苗栗區農業改良場，1998年掛牌。
- 1999年7月1日精省後，改隸行政院農業委員會，更名為「行政院農業委員會苗栗區農業改良場」。
- 2023年8月1日起隨農委會升格為農業部，更名為「農業部苗栗區農業改良場」。

## 組織
- 場長
  - 副場長
    - 秘書

業務單位
- 作物改良科
- 作物環境科
- 農業推廣科
- 蠶蜂科
  - 南投工作站（位於南投縣名間鄉）
  - 嘉義工作站（位於嘉義縣新港鄉）

研究中心
- 農業部苗栗區農業改良場生物防治研究中心（位於苗栗縣大湖鄉）

行政單位
- 人事室
- 主計室
- 秘書室

## 外部連結
- （繁體中文）農業部苗栗區農業改良場 （页面存档备份，存于）
- （英文）農業部苗栗區農業改良場 （页面存档备份，存于）
- （繁體中文）YouTube上的農業部苗栗區農業改良場頻道
- （繁體中文）農業部苗栗區農業改良場的Facebook專頁